# عشق (فیلم ۲۰۱۵)
عشق (انگلیسی: Love) فیلمی سه‌بعدی در سبک اروتیک و درام به کارگردانی گاسپار نوئه محصول ۲۰۱۵ فرانسه است. در فیلم رابطهٔ پسر و دختر جوانی به نام مورفی و اِلِکترا روایت می‌شود. 

## خلاصه داستان
داستان فیلم حول محور روابط عاشقانه و جنسی بین مردی به نام مورفی و زنی به نام الکترا می‌چرخد. مورفی، دانشجوی فیلم‌سازی آمریکایی، با الکترا، زنی فرانسوی، در یک رابطه عاطفی پیچیده و پر از نوسان قرار می‌گیرد. حضور شخص سوم به نام اومی، که باعث ایجاد تنش‌های بیشتر در رابطه آنها می‌شود، به پیچیدگی داستان می‌افزاید. Love، داستانی از عشق، خیانت، پشیمانی و تلاش برای یافتن معنای واقعی روابط انسانی را به تصویر می‌کشد.